# Juggalo Championship Wrestling
Juggalo Championship Wrestling – jest to federacja wrestlingu założona w 1999 roku przez
Josepha Bruce'a i Josepha Utslera. W federacji obowiązują zasady hardcore, czyli bez zasad.
W 2010 roku firma ogłosiła plany uruchomienia w pełnym wymiarze czasu i wprowadziła na 
rynek JCW wrestling School z Kevinem Canadym jako głównym trenerem.
23 lutego 2011 roku federacja rozpoczęła nagrywanie swoich gal w internecie za 5 zł.
Największymi gwiazdami są Raven i Sabu oraz Vampiro. Ostatnio został również zatrudniony wrestler który występował w World Wrestling Entertainment – Nelson Frazjer Jr.